# Craca Beat
Felipe Julián, mais conhecido como Craca Beat (La Plata, 31 de dezembro de 1975), é um artista visual e produtor musical argentino-brasileiro. Concentra seu trabalho artístico na criação de instalações, performances sonoras, audiovisuais e video mapping. Como produtor musical, lançou seu primeiro disco solo em 2019: "Traquitana Audiovisual", onde funde sons brasileiros e afro-latinos com bases eletrônicas. Em 2018, lançou com a MC Dani Nega, o álbum "O Desmanche", com o qual ganharam o Prêmio Profissionais da Música, na categoria "Artista Eletrônico". Em 2017, Craca e Dani Nega venceram o 28.º Prêmio da Música Brasileira, na categoria "Melhor Álbum Eletrônico" com o primeiro disco do projeto Craca e Dani Nega, intitulado "Craca, Dani Nega e o Dispositivo Tralha".

## Biografia e Artes Visuais
Felipe Julián nasceu em La Plata, na Argentina. Com apenas um ano de idade veio viver em São Paulo e foi naturalizado brasileiro. Como artista, está em atividade desde 2013. Na área das artes visuais, já instalou obras em instituições artísticas como: Casa França Brasil (RJ), Instituto Tomie Ohtake (SP), Santander Cultural (PE), Itaú Cultural (SP), Cinemateca Brasileira (SP), Museu Bispo do Rosário (RJ), Casa Mário de Andrade (SP) e unidades do SESC. Expôs na Zipper Galeria e na Temporária Galeria, ambas em São Paulo.
Em 2018 participou da Bienal de Arquitetura de São Paulo com a obra “Auscultador de Rios Submersos”, construída com a artista visual Fabia Karklin. No mesmo ano, teve sua instalação “Um Livro de Amor” exposta no Espacio de Arte Contemporáneo (EAC), em Montevidéu, Uruguai e no Instituto Tomie Ohtake, em São Paulo. Em 2019 montou (pela terceira vez) a instalação “Silêncio”, nesta ocasião na BienalSur, em Buenos Aires, Argentina.. Em 2022 foi comissionado pela 13a edição da Bienal do Mercosul para criação da obra "Ouvir". 
Felipe Julián (a.k.a. Craca Beat) ainda colabora com outros grupos, como o Coletivo Teatro Dodecafônico e outras companhias de dança e teatro. Integra o grupo de ocupação e intervenção “Travessa”, com o qual desenvolve um laboratório de democratização do espaço público urbano.
A partir de 2014, Craca passou a se dedicar também ao video mapping, uma forma de arte visual digital (também chamada de new media art) que consiste na projeção de vídeo mapeada em objetos ou superfícies irregulares, tais como estruturas de grandes dimensões, fachadas de edifícios e estátuas. No ano de 2019, participou do Brasília Mapping Festival realizando uma live musical com projeções mapeadas no Museu Nacional de Brasília.

## Produção Musical
No universo musical, Craca possui diversos discos lançados. Durante 10 anos (2003-2013), o artista integrou o projeto de música experimental e tecnologia Axial(ao lado de Sandra-X). Atualmente apresenta-se solo em formato live set onde engloba música dançante brasileira, africana, latina e eletrônica e, por vezes, video mapping. Ou também no projeto Craca e Dani Nega, que conta com dois discos lançados: "O Desmanche" (2018) e "Craca, Dani Nega e o Dispositivo Tralha" (2016).
Em 2019 lançou seu primeiro disco solo, intitulado "Traquitana Audiovisual". O video mapping (além do figurino) é sua ferramenta visual nos palcos, como sugere o videoclipe “Brazuka Noir”. Outros clipes deste projeto são “Cefalópode” e “Forró de Corda” – este registrado em 360º.

### Discografia
- (2004) - Axial (com projeto Axial)
- (2008) - Senóide (com projeto Axial)
- (2011) - Simbiose (com projeto Axial)
- (2016) - Craca, Dani Nega e o Dispositivo Tralha
- (2018) - O Desmanche
- (2019) - Traquitana Audiovisual (solo)
- (2022) - Road Movies (EP)
- (2022) - Humo Serrapilheira (EP)